# Lord alcalde de Londres
El Lord alcalde de Londres (en inglés: Lord Mayor of London) es el alcalde mayor de la City de Londres (Inglaterra) y presidente de la Corporación de la City de Londres.
No debe confundirse con el alcalde de Londres (en inglés: Mayor of London), que gobierna un área más grande, el Gran Londres.
El alcalde mayor es elegido cada año por la población de la Ciudad, a fines de septiembre o principios de octubre, y toma posesión en noviembre. Al día siguiente se hace cargo del Lord Mayor's Show, donde el Lord Mayor, precedido por un gran desfile, va desde el distrito financiero a Westminster para jurar lealtad a la corona del Reino Unido.
El papel del alcalde mayor es ceremonial, social y político. También se desempeña como rector de la City University (CUL).
El alcalde de Londres dirige la Autoridad del Gran Londres (GLA) y es responsable de la gobernanza estratégica del Gran Londres. Junto con los 25 miembros de la Asamblea de Londres, Sadiq Khan (CUL).
El actual alcalde mayor de Londres (2024/25) es Alastair King.